# Naha Mint Mouknass
Naha Mint Mouknass (en árabe: الناهة بنت مكناس‎ ) (Nuakchot, 10 de marzo de 1969) es una política mauritana. Desde 2018 es Ministra de Asuntos sociales, de la Infancia y de la Familia. Entre 2009 y 2011 fue Ministra de Asuntos Exteriores y Cooperación de Mauritania siendo la primera mujer en ocupar el puesto y la primera ministra de exteriores del mundo árabe. En el año 2000, tras la muerte de su padre, se situó al frente de la Unión por la Democracia y el Progreso convirtiéndose en la única mujer al frente de un partido en Mauritania. En noviembre de 2013 fue elegida diputada de la Asamblea Nacional de Mauritania y en 2014 Ministra de Comercio y Turismo.
Desde abril de 2022 es Ministra Consejera en la Presidencia de la República Islámica de Mauritania bajo el mandato de Mohamed El Ghazouani .

## Biografía
Naha Mint Mouknass nació en 1969 en Nuakchot. Es hija de Hamdi Ould Mouknass, un prestigioso diplomático, Ministro de Relaciones Exteriores bajo la presidencia de Moktar Ould Daddah . En 1994 se diplomó en el Instituto Superior de Gestión de París. Naha Mint Mouknass habla hassanya, francés e inglés.
Después de graduarse, regresó a Nuakchot y trabajó en la Sociedad Coca-Cola de Mauritania. Dos años más tarde deja su trabajo para mititar en la Unión por la Democracia y el Progreso fundada por su padre y acompañarle. El 15 de septiembre de 1999   Hamdi Ould Mouknass fallece y tras un congreso de la formación celebrado en abril de 2000 Naha lidera el partido siendo la única mujer al frente de una formación política en el país. Un mes después se incorpora como Consejera de Presidencia con Maaouiya Ould Sid'Ahmed Taya.
En las elecciones municipales de 2001 su formación llega en segunda posición después del partido del poder PRDS a pesar de que el UDP. En este periodo asume el puesto de Ministra Consejera de la Presidencia, cargo que ocupó de 2001 a 2005, año del golpe militar que derrocó a Taya.
Apoyó a Sidi Uld Cheij Abdellahi en las elecciones presidenciales de 2007 y fue parte de la mayoría presidencial tras su victoria. Sin embargo, después de la formación del gobierno del Primer Ministro Yahya Ould Ahmed Waghf en mayo de 2008, quedó fuera del gabinete

Fue nombrada Ministra de Relaciones Exteriores en 2009 convirtiéndose en la primera mujer mauritana en ocupar asumir un ministerio en un gobierno y la primera mujer en el mundo árabe en asumir un ministerio de exteriores. En marzo de 2011 fue relevada por Hamadi Ould Baba Ould Hamadi.
En noviembre de 2013 fue elegida diputada de la Asamblea Nacional de Mauritania.
En febrero de 2014 fue nombrada Ministra de Comercio, Industria, Artesanía y Turismo. Más tarde, en 2018 asumió el  Asuntos sociales, de la Infancia y de la Familia, Ministra de Educación nacional y de la formación profesional.
Siendo su último cargo siendo en el último gobierno del primer mandato del presidente Ghazouani, Ministra de Salud durante los años  2023 y 2024.

## Posiciones
En 2006 se manifiesta contraria a la cuota del 20 % de puestos elegibles reservados a las mujeres, asegurando que ella ha avanzado por méritos. También es favorable a prohibir a todo partido que obtenga menos del 2,5 % de los votos en las elecciones municipales, señala.